# Robert von Mohl
Pour les articles homonymes, voir Mohl.
Robert Mohl, en 1837 von Mohl (né le 17 août 1799 à Stuttgart, mort le 5 novembre 1875 à Berlin) est un juriste wurtembergeois. Il est également membre de plusieurs parlements, comme le Parlement de Francfort en 1848 et le Reichstag. Mohl est considéré comme celui qui a répandu l'expression État de droit, qu'il n'oppose pas fondamentalement à l'État policier "aristocratique". Il est d'ailleurs un adversaire du suffrage universel et de la république comme forme de gouvernement.

## Famille
Il vient d'une famille d'officiers vivant depuis le XVIe siècle au duché de Wurtemberg. Il est le fils du juriste Benjamin Ferdinand von Mohl (de) et un descendant du professeur de droit Johann Jacob Moser.
Après son père en 1811, il accède à la noblesse en 1837 dans l'Ordre de la Couronne de Wurtemberg puis fait partie de son conseil secret en août 1871.
Ses frères sont l'orientaliste Jules Mohl, Moritz Mohl et Hugo von Mohl. Ses enfants sont la salonière Anna, épouse de Hermann von Helmholtz, Ida Schmidt-Zabierow, le major-général prussien Erwin von Mohl (de) et le diplomate Ottmar von Mohl.

## Biographie
Mohl étudie le droit et la politique aux universités de Heidelberg, Göttingen et Tübingen. Il intègre la Alten Tübinger Burschenschaft. Après avoir obtenu son doctorat et son habilitation, il devient en 1824 professeur à l'université de Tübingen.
En 1845, alors qu'il est député de la ville de Balingen, il publie durant la campagne électorale une critique sévère du gouvernement. Il est alors exclu de l'enseignement. Il doit intégrer le conseil du gouvernement et déménager à Ulm mais préfère démissionner de la fonction publique. Peu après, il est élu au parlement du Wurtemberg. En 1847, il accepte une nomination comme professeur de droit à Heidelberg.
En tant que membre du pré-parlement, il est élu au grand-bailliage à Bad Mergentheim et à Gerabronn. Mohl, qui se positionne comme centriste, poursuit son engagement réformiste. Le 25 septembre 1848, il est ministre de la Justice du Pouvoir central provisoire puis démissionne de ce poste le 17 mai 1849. Il redevient professeur de droit à Heidelberg, tout en continuant une activité politique locale.
En 1871, il est président de la Cour des comptes à Karlsruhe et élu au Reichstag.

## Œuvre
- (de) Die deutsche Polizeiwissenschaft nach den Grundsätzen des Rechtsstaats, Tübingen, 1833
- (de) Ueber die Nachtheile, welche sowohl den Arbeitern selbst, als dem Wohlstande und der Sicherheit der gesammten bürgerlichen Gesellschaft von dem fabrikmäßigen Betriebe der Industrie zugehen, und über die Nothwendigkeit gründlicher Vorbeugungsmittel, Tübingen 1835 (lire en ligne)
- (de) Das deutsche Reichsstaatsrecht, Tübingen, 1873
- (de) Encyklopädie der Staatswissenschaften
- (de) Geschichte und Litteratur der Staatswissenschaften, vol. 3, Erlangue, 1855–1858
- (de) Staatsrecht des Königreichs Württemberg, Tübingen, 1840
- (de) Staatsrecht, Völkerrecht und Politik, vol. 3, Tübingen, 1860–1869
- (de) Die Verantwortlichkeit der Minister, Tübingen, 1837
- (de) Gesellschaftswissenschaften und Staatswissenschaften, Schutterwald/Baden, 1992

## Sources
- (de) Cet article est partiellement ou en totalité issu de l’article de Wikipédia en allemand intitulé « Robert von Mohl » (voir la liste des auteurs).